# ProgID
ProgID（PROGrammatic IDentifier的缩写）是COM的术语，存于Windows注册表
```
 
HKEY_LOCAL_MACHINE\SOFTWARE\Classes\{ProgID}
```

中形如“Msxml2.DOMDocument”的字符串，关联于一个CLSID（如{F9043C85-F6F2-101A-A3C9-08002B2F49FB}）。但ProgID不能保证全局唯一。也用于两个COM对象之间表示binary code compatibility。
ProgID格式为
```
<Program>.<Component>.<Version>
```

不能有空格，不能有标点符号（包括下划线）。不能是数字字符开始。长度不超过39个字符, 例如：Word.Document.6
ProgID的key：CLSID包含了所指的COM类的类ID。